# Bíblia angevina

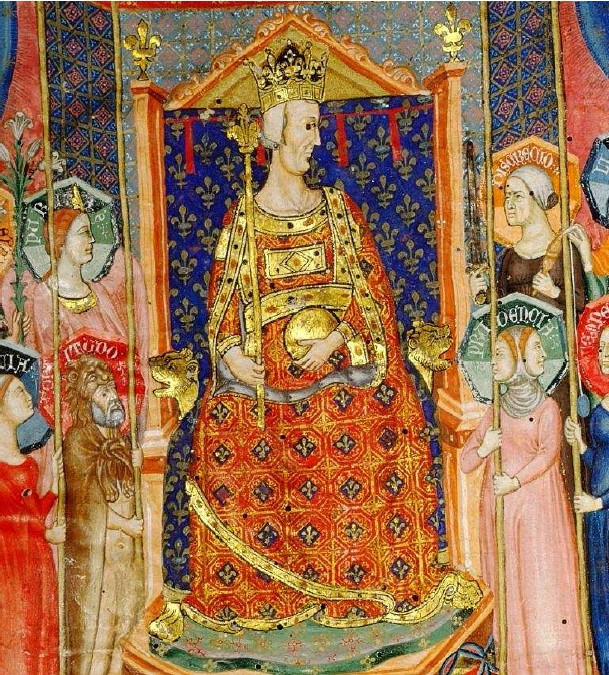
Christophoro di Orimina, detall del panell esquerre del díptic d'obertura de la Bíblia d'Anjou, que representa Robert I

L'anomenada Bíblia angevina, Bíblia d'Anjou, o Bíblia de Nàpols, és un manuscrit excepcional ricament decorat, amb un gran nombre d'il·luminacions. Va ser realitzat pel taller de Christoforo d'Orimina cap a l'any 1340 per encàrrec del rei Robert de Nàpols, també conegut com Robert I d'Anjou, que el va dedicar a la seva néta Joana.
Aquest preciós manuscrit està en possessió de l'Església catòlica belga, i es conserva a la biblioteca de la Facultat de Teologia (Biblioteca Maurits Sabbe, Hs 1) de la Universitat Catòlica de Lovaina. El 10 de març de 2008 va ser inclòs a la llista del patrimoni cultural moble de la Comunitat Flamenca.
En la literatura més antiga, aquesta obra es coneix sovint com la Bíblia de Malines, fent referència al seu antic dipòsit al Seminari Major de Malines

## Descripció

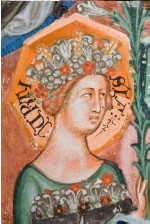
il·luminació

La bíblia consta de 344 folis amb dues miniatures de pàgina sencera i més de 80 miniatures més petites i inicials il·luminades. L'obra es considera una obra mestra de l'art en miniatura italià del segle XIV.
La bíblia mesura 420 X 280 mm i conté 344 foli de pergamí de cabra. Consta de cinc bifolis, però hi ha algunes excepcions. El primer és un bifolium inserit posteriorment que és una mica més petit que els altres, l'exterior s'ha deixat en blanc i a l'interior hi ha pintades unes miniatures d'introducció a pàgina completa. El segon és un quaternió, originalment també era un quinió (format per cinc bifolis), però s'ha eliminat un bifolis. El 19è tram és un quaternió i el 33è un trinió (un tram format per tres bifolis), però estan complets.